# Rhododendron saruwagedicum
Rhododendron saruwagedicum är en ljungväxtart som beskrevs av Förster. Rhododendron saruwagedicum ingår i släktet rododendron, och familjen ljungväxter. Inga underarter finns listade i Catalogue of Life.